# Efekt inkretynowy
Efekt inkretynowy – efekt większej sekrecji insuliny po doustnym (p.o.) podaniu glukozy w porównaniu z wydzielaniem insuliny po podaniu parenteralnym.
U podłoża efektu leży sekrecja przez komórki przewodu pokarmowego tzw. hormonów inkretynowych (inkretyn), do których zaliczamy:
- glukozozależny peptyd insulinotropowy - GIP,
- glukagonopodobny peptyd 1 - GLP-1.